# Парламентские выборы в Великобритании (1807)
Парламентские выборы в Великобритании 1807 года прошли с 4 мая по 9 июня и стали третьми парламентскими выборами в истории Соединённого королевства Великобритании и Ирландии после Актов об унии 1800 года. В ходе выборов были избраны 658 членов Палаты общин, нижней палаты парламента Соединённого Королевства.
Третий парламент Соединённого Королевства был распущен 29 апреля 1807 года. Новый парламент был созван на своё первое заседание 22 июня 1807 года на максимальный семилетний срок с этой даты. Максимальный срок мог быть и обычно сокращался, когда монарх распускал парламент до истечения срока его полномочий.

## Политическая ситуация
После выборов 1806 года Министерство всех талантов, правительственная коалиция фракций вигов (фокситы и гренвилиты) и тори-аддингтонитов, с лордом Гренвилом, в качестве премьер-министра, продолжало оставаться у власти. Оно пыталось положить конец наполеоновским войнам путём переговоров. Поскольку эта надежда не оправдалась, война продолжилась.
Основной силой в оппозиции Министерству талантов была фракция сторонников Уильяма Питта-младшего. После смерти своего основателя и лидера в января 1806 года, фракцию возглавили Джордж Каннинг в Палате общин и герцог Портленд в Палате лордов.
Гренвиль и его кабинет потеряли поддержку короля Георга III, пытаясь принять закон, разрешающий католикам служить офицерами в армии и на флоте. Когда министры отказались дать королю письменное подтверждение того, что они больше не будут поднимать католический вопрос, он решил найти новых министров.
В марте 1807 года пожилому герцогу Портленду было предложено сформировать новое министерство. Он уже был премьер-министром в 1780-х годах, представляя в то время вигов, поэтому теперь герцог Портленд называл себя премьер-министром вигов министерства тори (англ. Whig Prime Minister of a Tory ministry).
После смерти Питта молодые питтиты всё чаще стали называть себя партией тори, независимо от того, принадлежали ли они ранее к традиционным тори или были вигами. Это был важный этап в развитии более организованной двухпартийной системы, которая уменьшила влияние фракций и связей в британской политике.
Новым министрам было трудно взаимодействовать с Палатой общин, избранной всего лишь полгода назад для поддержки их оппонентов. Через месяц после вступления нового правительства король разрешил её роспуск.
Правительственная политика противодействия католикам и поддержки традиционных полномочий короля оказалась популярной (по крайней мере, среди ограниченной части населения, имевшей право голоса на выборах в нереформированную Палату общин). После выборов правительственная программа была одобрена Палатой общин 350 голосами против 155, что продемонстрировало существенные успехи, достигнутые правительственной коалицией на выборах.

## Даты выборов
В тот период в Великобритании не было единого дня выборов. Получив королевский приказ о назначении выборов, местное должностное лицо, ответственное за их проведение, устанавливало график голосования для конкретного избирательного округа или округов, которые входили в сферу его ответственности. Голосование в округах могло продолжаться в течение многих дней, пока депутат не будет избран.
Выборы проходили в течение 5 недель, с 4 мая по 9 июня 1807 года.

## Результаты
В отличие от предыдущих выборов Палата общин не была сформирована из представителей лишь двух политических групп. Более трети мест досталось другим силам, кроме того, в парламент от Норвича был избран аболиционист Уильям Смит, ставший первым в истории парламентарием от британских радикалов, новой политической силы, которая в дальнейшем сыграет важную роль в истории парламентаризма в Великобритании.
| Распределение мест в Палате общин по итогам выборов 1807 года | Распределение мест в Палате общин по итогам выборов 1807 года | Распределение мест в Палате общин по итогам выборов 1807 года | Распределение мест в Палате общин по итогам выборов 1807 года | Распределение мест в Палате общин по итогам выборов 1807 года |
| ------------------------------------------------------------- | ------------------------------------------------------------- | ------------------------------------------------------------- | ------------------------------------------------------------- | ------------------------------------------------------------- |
| Тори                                                          |                                                               |                                                               | 32.8 %                                                        |                                                               |
| Виги                                                          |                                                               |                                                               | 32.2 %                                                        |                                                               |
| Радикалы                                                      |                                                               |                                                               | 0.2 %                                                         |                                                               |
| Другие                                                        |                                                               |                                                               | 34.7 %                                                        |                                                               |